# Alf Linder
För konstnären, se Alf Linder (konstnär)
Alf Linder, född 28 juli 1907 på Hammarön i Värmland, död 21 december 1983 i Täby, var en svensk organist och professor.

## Biografi
Alf Linder var son till kantorn och läraren Per Emil Linder på Hammarö och gift med musikdirektören Judith Linder (1930–2011), som var kantor i Maria Magdalena kyrka i Stockholm. Han blev, efter studier vid Kungliga Musikaliska Akademiens konservatorium i Stockholm och i Tyskland, organist i Oscarskyrkan i Stockholm samt lärare och senare professor vid Kungliga Musikhögskolan i Stockholm. Tillsammans med organisten Gotthard Arnér var han drivande i den svenska delen av orgelrörelsen.
Han var den förste i Sverige som spelade konserter med Bachs samtliga orgelverk. På amerikanskt skivbolag spelade han in Buxtehudes samtliga orgelverk. Som lärare kom han att utöva ett mycket stort inflytande på många organister som utbildades i Sverige under närmare 40 år.
Makarna Linder är begravda på Danderyds kyrkogård.

## Priser och utmärkelser
- 1954 – Ledamot nr 674 av Kungliga Musikaliska Akademien
- 1977 – Svenska grammofonpriset för albumet Cantate Domino (med Oscars motettkör, Torsten Nilsson och Marianne Mellnäs)
- 1977 – Litteris et Artibus
- 1978 – Svenska grammofonpriset för albumet Orgelverk av Max Reger

## Musikverk

### Orgel
- Tre orgelkoraler.[4]

1. Jesus från Nasaret går här fram
2. Herre, jag vill bida
3. Se, vi gå upp till Jerusalem